# Jastrzębia (Grójec)
Pour les articles homonymes, voir Jastrzębia.
Jastrzębia (prononciation : [jasˈtʂɛmbja]) est un village polonais de la gmina de Mogielnica dans le powiat de Grójec de la voïvodie de Mazovie dans le centre-est de la Pologne.
Il se situe à environ 5 kilomètres au nord-est de Mogielnica (siège de la gmina), 18 kilomètres au sud-ouest de Grójec (siège du powiat) et à 58 kilomètres au sud de Varsovie (capitale de la Pologne).
Le village possède approximativement une population de 100 habitants.

## Histoire
De 1975 à 1998, le village appartenait administrativement à la voïvodie de Radom.